# مانويل بيريز (ملاكم)
مانويل بيريز (بالإنجليزية: Manuel Pérez)‏ مواليد 28 مايو 1984 في هونولولو، هو ملاكم محترف أمريكي يصنف ضمن فئة وزن الوسط.

## إحصائيات
خاض خلال مسيرته 38 نزالا، فاز في 25 وتعادل في 1 وخسر في 12. فاز بالضربة القاضية في 6 نزالات.

## روابط خارجية
- مانويل بيريز على موقع بوكس ريك (الإنجليزية) (registration required)